# Крішна (річка)

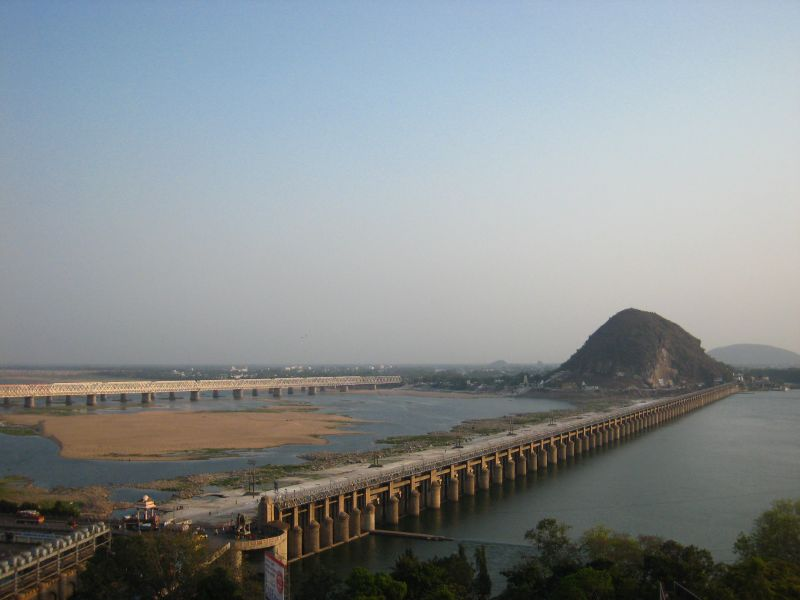
Крішна у Віджаявада, 2007 р.

Крішна (на санскриті означає «темна»), також називається Крішнавені — одна з найдовших річок Індії (довжина близько 1300 км). Бере початок біля містечка Махабалесвар у штаті Махараштра, протікає через штат Карнатака та у штаті Андхра-Прадеш біля села Хамасаладееві впадає в Бенгальську затоку. Дельта річки — один із найродючіших районів Індії, тут були резиденції древніх царів Сатаваханів та Ікшваку. На річці розташоване місто Амаравати.
Легендарне джерело річки б'є ключем із рота статуї корови в древньому храмі, присвяченому Шиві в Махабалесварі. Легенда свідчить, що в цю річку звернувся Вішну внаслідок прокляття, яке Савитр послав на Тримурти. За легендою, притоки Крішни Венна і Кояна — це самі Шива і Брахма. Цікаво відзначити, що ще 4 інші річки витікають із рота корови, і вони до впадіння в річку Крішна протікають певну відстань. Ці річки — Кояна, Венна (Вені), Савітрі і Гаятри.
Нині річка переживає екологічну катастрофу, коли в сезон мусонів (червень — серпень) вона викликає сильну ерозію ґрунту. Течія Крішни стає швидкою і бурхливою і вона забирає родючий ґрунт зі штатів Махараштра, Карнатака і Андхра-Прадеш у район своєї дельти.
Серед трьох приток річки Крішна найбільшою є права притока Гунгабхадра.
На Крішні створений каскад щонайменше з восьми гідроелектростанцій.
Планується перекидання в пониззя Крішни великого (2,26 млрд м3 на рік) обсягу води з протікаючої північніше річки Годаварі, що стане можливим після завершення гідрокомплексу Полаварам.